# Лежён, Лисанна
Элисабет Анна Мария (Лисанна) Лежён (нидерл. Elisabeth (Lisanne) Anne Marie Lejeune, 28 июля 1963, Гаага, Нидерланды) — нидерландская хоккеистка (хоккей на траве), защитник. Бронзовый призёр летних Олимпийских игр 1988 года, двукратная чемпионка мира 1986 и 1990 годов,  чемпионка Европы 1987 года.

## Биография
Лисанна Лежён родилась 28 июля 1963 года в нидерландском городе Гаага.
Играла в хоккей на траве за ХГК из Вассенара.
Дважды становилась чемпионкой мира — в 1986 году в Амстелвене и 1990 году в Сиднее.
В 1987 году завоевала золотые медали чемпионата Европы в Лондоне и Трофея чемпионов в Амстелвене.
В 1988 году вошла в состав женской сборной Нидерландов по хоккею на траве на летних Олимпийских играх в Сеуле и завоевала бронзовую медаль. Играла на позиции защитника, провела 4 матча, забила 8 мячей (шесть в ворота сборной Великобритании, по одному — США и Австралии).
В 1992 году не смогла сыграть на летних Олимпийских играх в Барселоне из-за травмы.
В 1984—1994 годах провела за сборную Нидерландов 95 матчей, забила 91 мяч, в основном со штрафных угловых.